# Reynaldo Clavasquín
José Reynaldo Clavasquín Bejarano (* 28. Januar 1972 in Puerto Cortés) ist ein ehemaliger honduranischer Fußballspieler und nunmehriger -trainer.

## Karriere

### Als Spieler

#### Verein
Clavasquín begann seine Karriere beim Platense FC. Im Januar 1998 wechselte er zum CD Motagua. Im Januar 2001 wechselte er nach Österreich zum Zweitligisten BSV Bad Bleiberg. In der Saison 2000/01 kam er zu zwölf Einsätzen für die Kärntner in der zweiten Liga. In der Saison 2001/02 absolvierte er 27 Zweitligapartien und erzielte und dabei zwei Tore.
Zur Saison 2002/03 kehrte Clavasquín wieder nach Honduras zurück und schloss sich Real España an, wo er nach der Saison 2003/04 auch seine Karriere als Aktiver beendete.

#### Nationalmannschaft
Clavasquín debütierte im März 1999 bei der Zentralamerikameisterschaft gegen Belize für die honduranische Nationalmannschaft. 2000 wurde er auch in den honduranischen Kader für den Gold Cup berufen. Clavasquín absolvierte alle drei Spiele seines Landes und schied mit Honduras im Viertelfinale gegen Peru aus. Bis zu seinem letzten Länderspiel im November 2001 kam er zu 34 Einsätzen für Honduras.

### Als Trainer
Clavasquín trainierte zwischen Oktober 2012 und März 2013 den CD Motagua. Ab März 2013 war er Co-Trainer des Vereins, bis er den Klub nach der Saison 2012/13 verließ. Zur Saison 2016/17 wurde er Trainer des Platense FC, der sich im September 2017 von ihm trennte. Zwischen Oktober 2019 und April 2020 trainierte er Deportivo Ocotal.